# Maborosi no hikari
A Maborosi no hikari (japán írással 幻の光) egy 1995-ben bemutatott japán film Koreeda Hirokazu rendezésében. Magyar címe nincs, a japán cím jelentése lidércfény. A film egy nagyvárosi nő vidéken elkezdett új életét mutatja be.

## Cselekmény
|  | Alább a cselekmény részletei következnek! |

A filmnek kevés cselekménye van, inkább a hangulatok és életképek megjelenítése játszik benne fontos szerepet.
A film elején Jumikónak, az oszakai kislánynak gyalog elindul otthonról idős nagyanyja, mert mint mondja, „otthon akar meghalni”. Nem látják többé. Eltelik jó néhány év, Jumiko felnő és megházasodik, de nagyanyja eltűnését azóta sem felejtette el. Ettől függetlenül boldogan élnek férjével, Ikuóval, sokat viccelődnek egymással, és még egy fiuk is születik: Júicsi. A gyermek három hónapos, amikor egyik nap a férj eltűnik. Az este Jumikóhoz bekopogó rendőr értesíti az asszonyt, hogy a vonat elgázolt egy férfit, valószínűleg Ikuót. Hamarosan kiderül, Ikuo szándékosan gyalogolt a síneken, és nem ugrott félre a vonat érkezésekor, tehát öngyilkosságról van szó, azonban ennek oka titokban marad.
Néhány év múlva Júicsi iskolás korba lép, ugyanekkor Jumiko új házasságot köt: egy falusi özvegy férfihoz, Tamióhoz megy hozzá, akinek van egy Júicsinél néhány évvel nagyobb lánya is, Tomoko. Az új család is boldogan él együtt, bár a tengerparti faluban egész más az élet, mint amit a nagyvárosban a nő megszokott. Egyik este azonban, amikor a férj ittasan jön haza, egy kisebb vita támad ő és felesége között: a nő szerint a férfi hazudott neki, amikor egyszer azt mondta, hogy régebben apja miatt költözött haza szülőfalujába, mert valójában egy másik nő miatt, akibe szerelmes volt. Nem sokkal ezután úgy tűnik, Jumiko vissza akar menni Oszakába, ott áll a buszmegállóban, jön is a busz, de mégsem száll fel rá. A következő jelenetben egy lassan haladó temetési menetet követ kissé lemaradva tőlük, majd naplementekor egy tengerparton égő tüzet (valószínűleg a halott hamvasztását) nézve gondolkodik. Amikor férje érte megy autóval, sírva kérdezi, miért kellett Ikuónak öngyilkosnak lennie. A férj azt a magyarázatot adja, hogy az ő apja is többször látott lidércfényeket a tengeren, amelyek őt hívták, talán ez történhetett Ikuóval is.
|  | Itt a vége a cselekmény részletezésének! |

## Szereplők
- Eszumi Makiko ... Jumiko
- Aszano Tadanobu ... Ikuo
- Naitó Takasi ... Tamio
- Kasijama Góki ... Júicsi
- Vatanabe Naomi ... Tomoko

## Díjak és jelölések
| 1996 | Japán akadémiai díj                       | Év újonca                          | Eszumi Makiko   | Elnyerte |
| 1996 | Kék Szalag díj                            | Legjobb újonc színésznő            | Eszumi Makiko   | Elnyerte |
| 1996 | Manaki testvérek nemzetközi filmfesztivál | Arany Kamera 300                   | Nakabori Maszao | Elnyerte |
| 1995 | Chicagói nemzetközi filmfesztivál         | Arany Hugo                         |                 | Elnyerte |
| 1996 | Mainicsi-díj                              | Legjobb filmzene                   | Ming-csang Csen | Elnyerte |
| 1996 | Mainicsi-díj                              | Új tehetség-díj                    | Eszumi Makiko   | Elnyerte |
| 1995 | Vancouveri nemzetközi filmfesztivál       | Sárkányok és Tigrisek-díj          |                 | Elnyerte |
| 1995 | Velencei nemzetközi filmfesztivál         | Arany Osella a legjobb operatőrnek | Nakabori Maszao | Elnyerte |
| 1995 | Velencei nemzetközi filmfesztivál         | OCIC-díj                           |                 | Elnyerte |
| 1995 | Velencei nemzetközi filmfesztivál         | Arany Oroszlán                     |                 | Jelölés  |